# Maratón de Guayaquil
La Maratón de Guayaquil es un evento deportivo realizado el primer domingo de octubre en Guayaquil, Ecuador como celebración por las fiestas de independencia de la ciudad. 
La maratón fue organizada por primera vez en el año 2005, y actualmente reúne a más de 2000 participantes de países como Ecuador, Colombia, Perú, Venezuela, Argentina, Estados Unidos, Kenia y otras partes del mundo que se registran cada año.

## Características
Esta carrera abarca una distancia oficial de 42 km con 195 m, aunque también existe participación en las distancias de Media maratón (21K),12K y 5K, además de  las subcategorías para atletas con discapacidades. 
La competencia comienza a las 5:00 a.m. en el Puente 5 de Junio frente a la Plaza Rodolfo Baquerizo del Malecón del Salado, siendo este el punto de partida y de llegada para los competidores. En ediciones recientes la carrera inicia en el parqueadero del centro comercial Policentro, ubicado en el barrio Kennedy. 
El recorrido de la carrera es 99% plano y visita varios puntos y barrios importantes de la ciudad, destacándose la Avenida Nueve de Octubre, el Parque Centenario, en el que está ubicada la Columna de los Próceres de la Independencia, la Iglesia de San Francisco, el Parque Seminario, la Torre Morisca, el Palacio Municipal de Guayaquil, el Hemiciclo de la Rotonda, el Malecón 2000, los túneles del Cerro Santa Ana, el barrio La Atarazana, La Av. San Jorge, Cdla. Ferroviaria, la Av. Barcelona, el Estadio Monumental del Barcelona SC, la Av. Kennedy, Urdesa Norte, Kennedy Norte, la Avenida Victor Emilio Estrada en el barrio Urdesa, el barrio Miraflores, el barrio Los Ceibos, Avenida Carlos Julio Arosemena Tola.
La Maratón de Guayaquil tiene el auspicio del Municipio de Guayaquil y cuenta con las características y requisitos de competencias internacionales. Cuenta con la certificación oficial de la (AIMS) Federación Internacional de Atletismo. Se utiliza además la tecnología del Chronotrack para el control de los tiempos de los competidores, tecnología que es también usada en otras prestigiosas maratones del mundo. Desde sus inicios, el director de la carrera es el señor Diego Maruri, propietario de la empresa DMTRES DEPORTE & MERCADEO S.A.
Los ganadores de la edición del 2021 fueron el keniano Geoffrey Kiptoo con un tiempo de 2:20:30 y la atleta colombiana Palmenia Agudelo, que gana con un tiempo de 2:45:45.
En el 2020, debido a la pandemia de COVID-19, la Maratón de Guayaquil se realizó de manera virtual.

## Ganadores (42K)
| Año  | Atleta Masculino       | País     | Tiempo  | Atleta Femenina     | País     | Tiempo  |
| ---- | ---------------------- | -------- | ------- | ------------------- | -------- | ------- |
| 2005 | Juan Carlos Cardona    | Colombia | 2:20:05 | Sandra Ruales       | Ecuador  | 2:41:40 |
| 2006 | Juan Carlos Cardona    | Colombia | 2:23:18 | Sandra Ruales       | Ecuador  | 2:45:58 |
| 2007 | Bayron Piedra          | Ecuador  | 2:20:58 | Nancy Rosero        | Ecuador  | 2:49:30 |
| 2008 | Bayron Piedra          | Ecuador  | 2:20:42 | Sandra Ruales       | Ecuador  | 2:50:40 |
| 2009 | Reuben Kipkemoi        | Kenia    | 2:19:27 | Sandra Ruales       | Ecuador  | 2:45:25 |
| 2010 | Fabián Cajamarca       | Ecuador  | 2:25:52 | Rose Jebet          | Kenia    | 2:45:35 |
| 2011 | Marco Antonio Erazo    | Ecuador  | 2:25:43 | Nancy Osorio        | Ecuador  | 2:57:42 |
| 2012 | Dimas Quingaluisa      | Ecuador  | 2:26:21 | Mónica Cajamarca    | Ecuador  | 3:03:05 |
| 2013 | Dimas Quingaluisa      | Ecuador  | 2:22:38 | Olga Tabla          | Colombia | 2:50:32 |
| 2014 | Dimas Quingaluisa      | Ecuador  | 2:31:43 | Carmen Molina       | Ecuador  | 3:12:04 |
| 2015 | Dimas Quingaluisa      | Ecuador  | 2:28:13 | Margaret Toroitich  | Kenia    | 2:48:01 |
| 2016 | Bayron Gutiérrez       | Ecuador  | 2:25:19 | Ángela Brito        | Ecuador  | 2:51:22 |
| 2017 | Geoffrey Kiptoo        | Kenia    | 2:26:10 | Silvia Paredes      | Ecuador  | 2:58:04 |
| 2018 | Christian Vásconez     | Ecuador  | 2:24:14 | Silvia Paredes      | Ecuador  | 2:52:27 |
| 2019 | Geoffrey Kiptoo        | Kenia    | 2:21:01 | Ángela Brito        | Ecuador  | 2:52:40 |
| 2021 | Geoffrey Kiptoo        | Kenia    | 2:20:30 | Palmenia Agudelo    | Colombia | 2:45:45 |
| 2022 | David Langat Kiprotich | Kenia    | 2:23:18 | Jerop Fancy         | Kenia    | 2:49:57 |
| 2023 | Geoffrey Kiptoo        | Kenia    | 2:27:58 | Katherine Velasquez | Ecuador  | 2:57:59 |
| 2024 | Geoffrey Kiptoo        | Kenia    | 2:27:17 | Katherine Velásquez | Ecuador  | 2:53:27 |

## Primera edición
La Primera Maratón de Guayaquil se realizó el 2 de octubre del 2005. Esta competencia fue la primera maratón certificada en el país por la Federación Internacional de Atletismo. Se contó con la participación de alrededor de 1000 personas inscritas, aunque solo 560 de ellas llegaron a la meta.
El en ese entonces Alcalde de Guayaquil, Jaime Nebot, en conjunto con el Almirante Luis Jaramillo y el organizador del evento Diego Maruri inauguraron la carrera a las 06h00, tomando como punto de partida el Parque Centenario, en el centro de la ciudad. El curso de la carrera fue plano pero las condiciones climáticas se mostraban húmedas (90%) y calientes (22 °C).
| Evento    | Oro                            | Plata                         | Bronce                       |
| --------- | ------------------------------ | ----------------------------- | ---------------------------- |
| Masculino | Juan Carlos Cardona · Colombia | Silvio Guerra · Ecuador       | Hugo Jiménez · Colombia      |
| Femenino  | Sandra Ruales · Ecuador        | Iglandini González · Colombia | Claudia Tangarife · Colombia |